# Diplogasterellus gracilis
Diplogasterellus gracilis är en rundmaskart. Diplogasterellus gracilis ingår i släktet Diplogasterellus och familjen Diplogasteridae. Inga underarter finns listade i Catalogue of Life.